# Centro europeo di competenza per la cibersicurezza nell'ambito industriale, tecnologico e della ricerca
Il Centro europeo di competenza per la cibersicurezza nell'ambito industriale, tecnologico e della ricerca, o più brevemente Centro europeo di competenza per la cibersicurezza (ECCC, in inglese European Cybersecurity Competence Centre), è un'agenzia dell'Unione europea incaricata di finanziare e coordinare progetti di ricerca sulla sicurezza informatica. Ha sede a Bucarest, in Romania. L'ECCC collabora strettamente con la Rete dei Centri Nazionali di Coordinamento (NCC).

## Storia
I piani per l'introduzione del Centro e della Rete europea di competenza per la cibersicurezza sono stati annunciati per la prima volta nel 2018 dalla Commissione europea nell'ambito del programma Europa digitale e il regolamento per istituire il centro, approvato il 20 maggio 2021, è stato pubblicato l'8 giugno successivo.

## Missione e compiti
Il Centro europeo di competenza sulla cibersicurezza (ECCC), insieme alla rete dei centri nazionali di coordinamento (NCC), è il nuovo quadro europeo per sostenere l'innovazione e la politica industriale in materia di sicurezza informatica. La missione di tale struttura sono consolidare le capacità della comunità tecnologica per la sicurezza informatica, proteggere l'economia e la società europee dagli attacchi informatici e accrescere la competitività dell'industria e della ricerca dell'UE in questo campo. Il Centro e la Rete insieme hanno il compito di rafforzare la sovranità tecnologica dell'Unione europea attraverso investimenti congiunti in progetti strategici di sicurezza informatica.
Il Centro e la rete prenderanno decisioni strategiche di investimento e metteranno in comune le risorse dell'Unione, dei suoi stati membri e, indirettamente, dell'industria per migliorare e rafforzare le capacità tecnologiche e di cibersicurezza industriale, rafforzando l'autonomia strategica dell'UE. Il Centro svolgerà un ruolo chiave nel raggiungimento degli ambiziosi obiettivi di sicurezza informatica del Programma Europa digitale e Orizzonte Europa. Il Centro, insieme alla rete, sosterrà l'implementazione di soluzioni innovative di sicurezza informatica; faciliterà inoltre la collaborazione e la condivisione di competenze e capacità tra tutte le parti interessate, in particolare le comunità di ricerca e industriali, nonché le autorità pubbliche.

## Struttura
Il Centro europeo di competenza sulla cibersicurezza è ancora in fase di avvio. Una volta pienamente operativo la sua struttura organizzativa comprenderà:
- un Consiglio di amministrazione che fornirà orientamento strategico e sovrintenderà alle attività del Centro, composto di un membro per paese più due nominati dalla Commissione; ai membri in carica per un mandato di quattro anni rinnovabili si aggiungono il direttore esecutivo e gli eventuali osservatori, tra cui un osservatore permanente di ENISA; il Consiglio di amministrazione nomina tra i suoi membri un presidente e un vicepresidente con un mandato di tre anni, rinnovabile una volta;
- un Direttore esecutivo, nominato dal Consiglio di amministrazione, che è il rappresentante legale del Centro ed è responsabile della sua gestione ordinaria;
- un Gruppo consultivo strategico di 20 membri nominati dal Consiglio di amministrazione per un mandato di due anni rinnovabili tra i rappresentanti degli enti della comunità della sicurezza informatica che assicura un dialogo continuo tra la comunità e il Centro di competenza.

L'ECCC coopererà strettamente con la rete dei centri nazionali di coordinamento (NCC), uno per Stato membro, che sostengono la comunità della cibersicurezza a livello nazionale e che, a determinate condizioni, possono ricevere finanziamenti dell'UE.